# دوغ وليامز
دوغ وليامز (بالإنجليزية: Doug Williams)‏ (و. 1955  م) هو لاعب كرة قدم أمريكية، من الولايات المتحدة، ولد في زاكاري، يلعب كظهير ربعي.

## التعليم
تعلم في Northeast High School (Louisiana) ‏.

## وصلات خارجية
- دوغ وليامز على موقع مرجع كرة القدم المحترفة.كوم (الإنجليزية)
- دوغ وليامز على موقع كلية كرة القدم في سبورتس رفرنس.كوم (الإنجليزية)
- دوغ وليامز على موقع قاعة لويزيانا للمشاهير الرياضية (الإنجليزية)

- دوغ وليامز على موقع IMDb (الإنجليزية)
- دوغ وليامز على موقع إن إن دي بي (الإنجليزية)